# Rurey
Rurey település Franciaországban, Doubs megyében. Lakosainak száma 359 fő (2022. január 1.). Rurey Cademène, Amondans, Chenecey-Buillon, Courcelles, Épeugney, Lizine, Rouhe és Cussey-sur-Lison községekkel határos.

## Népesség
A település népessége az elmúlt években az alábbi módon változott:
| Lakosok száma | 183  | 189  | 227  | 313  | 329  | 333  | 340  | 348  | 356  | 359  |
|               | 1968 | 1982 | 1990 | 2006 | 2013 | 2015 | 2017 | 2019 | 2020 | 2022 |